# Uttwiller
Uttwiller (Duits: Uttweiler) is een gemeente in het Franse departement Bas-Rhin (regio Grand Est) en telt 177 inwoners (1999). De plaats maakt deel uit van het arrondissement Saverne.

## Geografie
De oppervlakte van Uttwiller bedraagt 3,0 km², de bevolkingsdichtheid is 59,0 inwoners per km².
De onderstaande kaart toont de ligging van Uttwiller met de belangrijkste infrastructuur en aangrenzende gemeenten.

## Demografie
Onderstaande figuur toont het verloop van het inwonertal (bron: INSEE-tellingen).